# Alignements von Kerzine
Die Alignements von Kerzine (auch Alignements du Gueldro bzw. Gueldro Hillio) stehen in Plouhinec im Département Morbihan in der Bretagne in Frankreich.
Die Steinreihen bestehen aus 96 erhaltenen Menhiren, manche liegen am Boden. Sie wurden versetzt oder beim Bau von Straßen zerstört. Die mindestens acht Reihen teilweise kolossaler Menhire (4–5 Meter) waren mehrere Kilometer lang. Ein zweites Carnac. Die größte Zerstörung erfolgte bereits im 19. Jahrhundert. Während des Zweiten Weltkrieges wurden Steine für Bunker benutzt. Die Alignements von Kerzine sind seit 1963 ein Monument historique.